# Agnes Binagwaho
Agnes Binagwaho (Ruanda) es una pediatra ruandesa. Actualmente vicerrectora de la Universidad de Equidad Sanitaria Global. En 1996, regresó a su país natal donde ha prestado atención clínica en el sector público, además de ocupar diversos puestos de gestión de proyectos, de fortalecimiento del sistema sanitario y de gobierno, entre ellos el de Secretaria Permanente del Ministerio de Sanidad de Ruanda desde octubre de 2008 hasta mayo de 2011 y el de Ministra de Sanidad desde mayo de 2011 hasta julio de 2016.
En septiembre de 2016, fue nombrada profesora de prestación de servicios sanitarios a nivel mundial en la Universidad de Equidad Sanitaria Mundial (UGHE) de Kigali (Ruanda) y, en abril de 2017, fue vicerrectora de la UGHE. Actualmente reside en Kigali.

## Biografía
Binagwaho nació en Nyamagabe, Provincia del Sur de Ruanda. Cuando tenía tres años, se trasladó con su familia a Bélgica, donde su padre estaba terminando la carrera de medicina. Entre 1976 y 1984 se licenció en medicina general en la Universidad libre de Bruselas y obtuvo un máster en pediatría en la Universidad de Bretaña Sur de 1989 a 1993. En 2014, se convirtió en la primera persona en recibir un doctorado en filosofía (PhD) por la Facultad de Medicina y Ciencias de la Salud de la Universidad de Ruanda. Su tesis doctoral se tituló "El derecho de los niños a la salud en el contexto de la epidemia de VIH: El caso de Ruanda".
Entre 1984 y 1985 Binagwaho obtuvo un certificado de medicina tropical en el Instituto de Medicina Tropical de Amberes (Bélgica) y en la Universidad de Bretaña Sur, completó tres certificados: un Certificado en Axiología (Urgencias Generales) (1991-1992); un Certificado en Urgencias Pediátricas (1992-1993); y un Certificado en Atención y Tratamiento de Pacientes con VIH (1994-1995). Regresó a Ruanda en julio de 1996, dos años después del genocidio de 1994 contra los tutsis. De julio a agosto de 1997, completó un programa de formación en estudios de prevención y vigilancia del sida en Kigali a través de la Fundación Mundial del Sida, organizado por el Centro de Ciencias de la Salud de la Facultad de Medicina de la Universidad de Nuevo México. De noviembre de 2009 a abril de 2010, completó un certificado en Salud y Derechos Humanos - Dimensiones y Estrategias con InWEnt - Capacity Building International (Internationale Weiterbildung und Entwicklung gGmbH). También recibió un Certificado de Investigadores de Investigación Social y del Comportamiento de la organización estadounidense Citi Collaborative Institutional Training Initiative.
Ha ocupado una serie de puestos de liderazgo y asesoramiento a escala nacional e internacional. Desde 2016, es miembro de la Academia Nacional de Medicina de Estados Unidos y, desde 2017, de la Academia Africana de Ciencias. En la actualidad, forma parte del Grupo de Trabajo Mundial sobre la Ampliación del Acceso a la Atención y el Control del Cáncer en los Países en Desarrollo; el Grupo de Trabajo sobre la Ventaja Global; varios consejos editoriales de las revistas científicas; el Miembro del Comité Asesor de las Prioridades de Control de Enfermedades 3 (DCP3); y múltiples Comisiones de Lancet, incluyendo la Comisión de Lancet sobre la Mujer y la Salud; la Comisión de Lancet sobre la Inversión en Salud; la Comisión del Instituto Lancet-O'Neill de la Universidad de Georgetown sobre Salud Global y Derecho, la Iniciativa de Equidad Global de Harvard - Comisión Lancet sobre el Acceso Global al Control del Dolor y los Cuidados Paliativos, la Comisión Lancet para el Futuro de la Salud en el África Subsahariana, la Comisión Lancet de Diabetes y Endocrinología, y la Comisión Lancet de Pobreza de las ENT: Reframing NCDs and Injuries of the Poorest Billion.

## Trayectoria profesional

### Puestos en toma de decisiones
Entre 2002 y 2016, sirvió en el sector sanitario ruandés en puestos gubernamentales de alto nivel, primero como secretaria ejecutiva de la Comisión Nacional de Control del Sida de Ruanda, y luego como secretaria permanente del Ministerio de Sanidad en 2008. En 2011, fue nombrada Ministra de Sanidad, cargo que ocupó durante cinco años. Como Ministra de Sanidad, supervisó el desarrollo y la aplicación de la Política de Salud y Derechos Sexuales de las y los adolescentes. Esta política y su plan estratégico en  intervenciones relativas a la salud y los derechos sexuales y reproductivos fue para responder a los retos relacionados con el VIH/SIDA y los embarazos no deseados. De 2013 a 2015, fue miembro del Consejo Asesor Internacional de la revista Lancet Global Health Journal. Formó parte del consejo editorial de la Librería Pública de Ciencias. Además formó parte del Grupo de Trabajo de Seguimiento y Rendición de Cuentas de las Naciones Unidas, que copresidió con Margaret Biggs (CIDA) y Margaret Chan (OMS) y que informaba al director general de las Naciones Unidas, el Secretario General Ban Ki-moon. Ese mismo año formó parte del Plan de Acción Conjunto para la Salud de las Mujeres y los Niños como miembro del Grupo de Trabajo sobre Innovación, que también informaba al director general de las Naciones Unidas, el Secretario General Ban Ki-moon. Copresidió el Grupo de Trabajo del Proyecto de los Objetivos de Desarrollo del Milenio sobre el VIH/SIDA y el acceso a los medicamentos esenciales para el Secretario General de las Naciones Unidas, bajo la dirección del profesor Jeffrey Sachs (MGGs). También copresidió la Iniciativa Conjunta de Aprendizaje sobre Niños y VIH/SIDA (JLICA) (2006-09) y fundó la Sociedad de Pediatría de Ruanda, presidiéndola hasta 2019.

### En la academia
Desde 2008, Binagwaho es profesora titular en el Departamento de Salud Global y Medicina Social de la Facultad de Medicina de Harvard. También es profesora de la Práctica de la Prestación de Salud Global y profesora de Pediatría en la Universidad de Equidad Sanitaria Global de Ruanda, así como profesora clínica adjunta de Pediatría en la Facultad de Medicina Geisel de Dartmouth. Desde 2016, es miembro de la Academia Nacional de Medicina de Estados Unidos y desde 2017 miembro de la Academia Africana de Ciencias. En 2017, además Binagwaho fue nombrada vicerrectora de la Universidad de Equidad Sanitaria Global, una iniciativa de Partner In Health. En 2019, se unió al consejo de administración de la Fundación Rockefeller y se convirtió en miembro del consejo asesor ejecutivo del Wellcome Trust Global Monitor.

#### Publicaciones
Con más de 150 publicaciones revisadas por pares, sus compromisos académicos incluyen la investigación en áreas como la equidad sanitaria, el VIH/SIDA, las tecnologías de la información y la comunicación (TIC) en la sanidad electrónica y los sistemas de atención pediátrica. Binagwaho ha participado en varios proyectos de investigación relacionados con sus intereses en la ciencia de la implementación, la equidad sanitaria mundial, la salud infantil, la salud mental, los derechos humanos, el fortalecimiento de los sistemas sanitarios, la creación de capacidades y el VIH/SIDA. A través de sus investigaciones, sigue construyendo una base bibliográfica científica que contribuye al creciente campo de la salud mundial, aportando ideas, conocimientos y experiencia que apoyan el acceso equitativo a la atención sanitaria para todos a través de un enfoque basado en la evidencia.
- Como Co-Investigadora

2020-2021 COVID-SCORE: A global survey to assess public perceptions of government responses to COVID-19 (COVID-SCORE-10)
2018-2020 Addressing the mental health needs of children affected HIV in Rwanda: Validation of a Rapid Depression Screening Tool for Children 7-14 years old
2017-2021 Bill and Melinda Gates Foundation and Gates Ventures funded Exemplars in Global Health
- Como Investigadora principal

2019-2021 Exploring the effects of optimism on health outcomes in patients being treated for diabetes in Kigali, Rwanda
2018-2021 Solid ’Africa’s Gemura, Kiza, Sukura, Gombora and Menya Programs Performance Evaluation: Qualitative Component
The economic impact of the University of Global Health Equity on the community surrounding the university
- Como Directora de proyecto

2017-2022 NIH funded Partnership for Global Health Research Training Program

### Activismo
Centrada en la investigación en la intersección de la salud, la justicia social y las ciencias políticas, sus estudios y publicaciones pretenden mejorar el acceso a la prevención, la atención y el tratamiento del VIH/SIDA y otras enfermedades. Binagwaho ha hablado con frecuencia del importante papel que ha desempeñado la investigación en la mejora de la salud en su país y lucha activamente por los derechos de los niños y la igualdad en Ruanda y en todo el mundo. Está a la vanguardia de la lucha contra el VIH/SIDA y se esfuerza por difundir la metodología de la investigación de la aplicación para avanzar en las intervenciones para responder mejor a la carga de la enfermedad, especialmente para los más vulnerables. Su tesis doctoral se centró en el análisis de las oportunidades perdidas por los niños afectados por el VIH para cumplir su derecho humano a la salud.

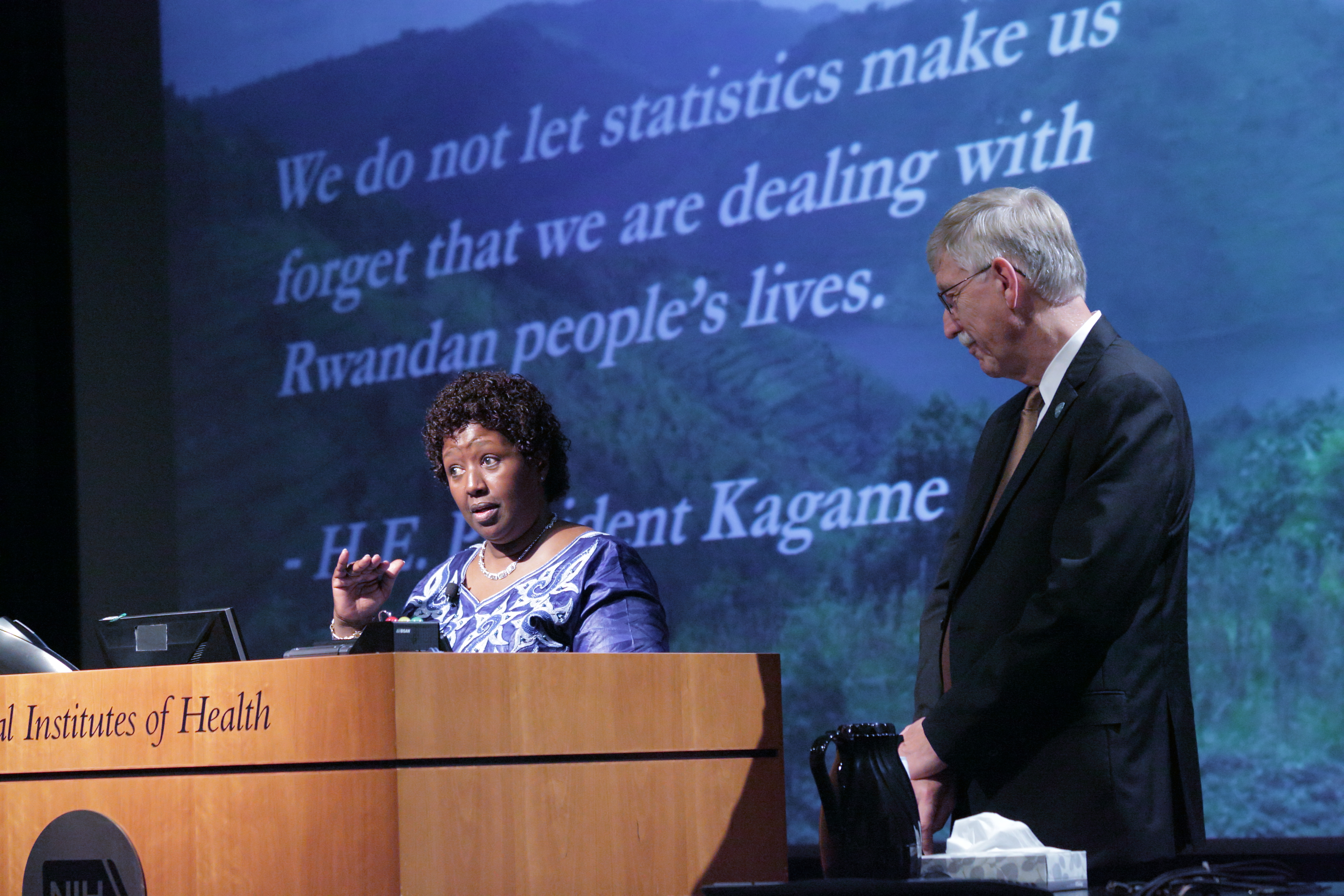
Dr.Agnes Binagwaho hablando en el NIH, octubre de 2015.

Durante su mandato como ministra, Binagwaho inició una serie de debates en línea a través de Twitter sobre temas relacionados con la política sanitaria mundial y el sector sanitario nacional de Ruanda. Durante su mandato como ministra, usuarios de Twitter de toda Ruanda y del mundo se unieron a ella en debates quincenales sobre temas como la política de planificación familiar en África, la creación de un sector sanitario nacional, la introducción de nuevas vacunas, las políticas intersectoriales para combatir la malnutrición, la lucha contra los medicamentos de baja calidad y falsificados, y el papel de las instituciones nacionales e internacionales en la salud mundial utilizando #MinisterMondays. En diciembre de 2011, se asoció con la empresa ruandesa-estadounidense de TIC Nyaruka para que los ruandeses que no tenían acceso a Internet pudieran contribuir con sus preguntas y comentarios a los debates de #MinisterMondays a través de SMS.

## Premios y reconocimientos
- Recientemente, ha ganado el premio internacional L'ORÉAL-UNESCO para mujeres en la ciencia por su notable contribución a la mejora del sistema sanitario ruandés.[22]

- En 2020 y 2021 ha sido nombrada en la lista 2020 de Avance Media´s  de las 100 mujeres más influyentes de África.[23][24]
- 2018 Award for Community Advancement in Resource-Limited Settings[25]
- En 2015, Binagwaho recibió el Premio Roux anual a través del Instituto de Métrica y Evaluación de la Salud (IHME) por su uso de los datos del estudio de la carga global de la enfermedad para reducir la mortalidad infantil en Ruanda[26] y el Premio a la Excelencia de Ronald McDonald House Charities por su contribución a la mejora de la salud de los menores.[27]
- En 2013, Binagwaho pronunció la serie de conferencias Lancet del University College London.
- En 2015, fue la conferenciante honoraria David E. Barmes de Salud Global a través de los Institutos Nacionales de Salud y presentó la conferencia "David E. Barmes Global Health Lecture": Investigación médica y creación de capacidades para el desarrollo: La experiencia de Ruanda.[28][29]
- En 2010 se le concedió un doctorado honorario en ciencias por el Dartmouth College de Estados Unidos.[30]